# Џанг Ђуен Хунг
Џанг Ђуен Хунг (упрош: 张俊虹; трад: 張俊虹; пин: Zhāng Jùn Hóng, малајс. Cheong Jun Hoong; Перак, 16. април 1990) елитна је малежанска скакачица у воду. Њена специјалност су скокови са даске и скокови са торња са висине од 10 метара, како у појединачној тако и у конкуренцији синхронизованих парова.
У два наврата представљала је Малезију на Олимпијским играма, а највећи успех у каријери остварила је на Летњим олимпијским играма 2016. у Рио де Жанеиру, где је у пару са Панделелом Ринонг освојила бронзану медаљу у синхронизованим скоковима са торња. Тренира је Ли Лиђе.
Највећи успех у каријери остварила је на Светском првенству 2017. у Будимпешти када је освојила титулу светске првакиње у скоковима са торња. На истом такмичењу освојила је и бронзу у пару са Панделелом Ринонг у синхронизованим скоковима са торња.